# Південний полюс
90° пд. ш. 0° сх. д. / 90° пд. ш. 0° сх. д.

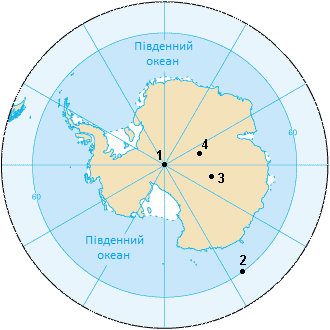
1. Південний полюс
2. Південний магнітний полюс (2007)
3. Південний геомагнітний полюс
4. Південний полюс недосяжності

Півде́нний по́люс (географічний або земний Південний полюс) — одна з двох точок перетину уявної осі обертання Землі та земної поверхні, де сходяться всі географічні меридіани. Розташовується в Південній півкулі, найпівденніша точка планети, розташована на протилежному від Північного полюса боці планети. Південний полюс розташований у межах Полярного плато Антарктиди на висоті приблизно 2800 метрів над рівнем моря.

## Інші значення
Термін Південний полюс має також інші значення залежно від сфери застосування:
1. Небесний
2. Екліптичний
3. Магнітний
4. Геомагнітний
5. Полюс недосяжності
6. Полюс холоду

## Географія

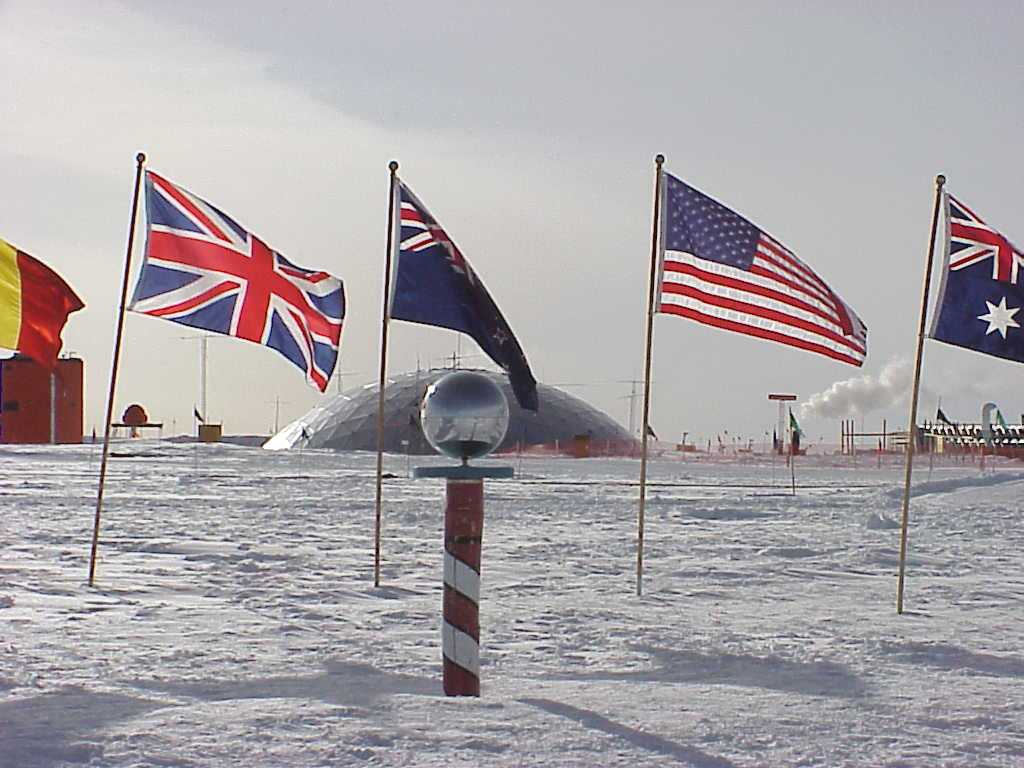
Офіційний Південний полюс

В більшості випадків географічний Південний полюс визначається як південна з двох точок, в яких земна вісь обертання перетинає поверхню Землі (іншою, очевидно, є Північний полюс). В дійсності, проте, земна вісь обертання зазнає певних, хоча й дуже незначних, коливань у процесі нутації та прецесії, тому застосовується кілька методів визначення координат полюса: полюс може бути миттєвим (віднесеним до конкретного моменту часу), середнім (для певного періоду) та ефемеридним (наперед обчисленим).
Географічні координати Південного полюса зазвичай вказують просто як 90° пд. ш., оскільки довгота полюса геометрично невизначена. В разі необхідності, вона може бути вказана як 0°. На Південному полюсі всі напрямки вказують на північ і тому прив'язуються до Гринвіцького (нульового) меридіану.

Зараз географічний Південний полюс розташований в Антарктиді, проте це не завжди було так внаслідок материкового дрифту. Найближча точка відкритого моря — Китова бухта на відстані близько 1300 км.
Полярний крижаний килим рухається зі швидкістю близько десяти метрів на рік між 37° та 40° на захід від нульового меридіану вниз в напрямку моря Ведделла. Таким чином, розташування полярної станції та інших людських артефактів відносно географічного Південного полюса змінюється з плином часу.
Географічний Південний полюс позначений віхою і табличкою, встромленими просто в лід, які переставляються щороку 1 січня для компенсації зміни положення, спричиненої рухом криги. На табличці вказані дати, коли Руаль Амундсен і Роберт Скотт досягли полюса, по одній цитаті кожного з них, а також висота над рівнем моря: 9301 фут (2835 м).

### Офіційний Південний полюс
Офіційний Південний полюс — спеціально створений для офіційних випадків майданчик поблизу станції Амундсена-Скотта. Він розташований неподалік від географічного Південного полюсу та являє собою металеву сферу на постаменті, навколо якого розташовані прапори країн-підписантів Антарктичного договору.

## Дослідження

### До 1900 (відкриття Антарктиди)
Див. також Антарктида
В 1820 відразу декілька експедицій заявили про знайдення ними Антарктиди. Першою з-поміж них була російська експедиція під проводом Фадея Беллінсгаузена та Михайла Лазарева, яка досягла берегів материка 16 січня. Запис у щоденнику Беллінсгаузена від 28(16) січня 1820:
|  | Продовжуючи шлях на південь, опівдні на широті 69°21'28", довготі 2°14'50", ми зустріли кригу, яка ввижалася нам через сніг, що йшов тоді, у вигляді білих хмар. Вітер був від NO помірний, великі хвилі від NW; у зв'язку із снігом наш зір на сягав далеко; я привів у бейдевінд на SO, та, пройшовши у цьому напрямку дві милі, ми побачили, що суцільна крига тягнеться від сходу через південь на захід, шлях наш вів просто в це крижане поле, всіяне буграми |

Першою доведеною висадкою на берег вважається висадка фінансованої норвежцями експедиції Карстена Борхгревінка в 1895 на берег Землі Вікторії.
Загальне розуміння географії Антарктичного узбережжя з'явилося лише в середині 19 ст. Американський морський офіцер Чарльз Вілкс проголосив Антарктиду континентом, базуючись на результатах його географічних досліджень в 1839-40, у той час, як Джеймс Кларк Росс під час своєї експедиції 1839—1843 сподівався, що він зможе досягнути Південного полюса морем, що йому не вдалося з очевидних причин.

### 1900—1950 (досягнення полюса людиною)

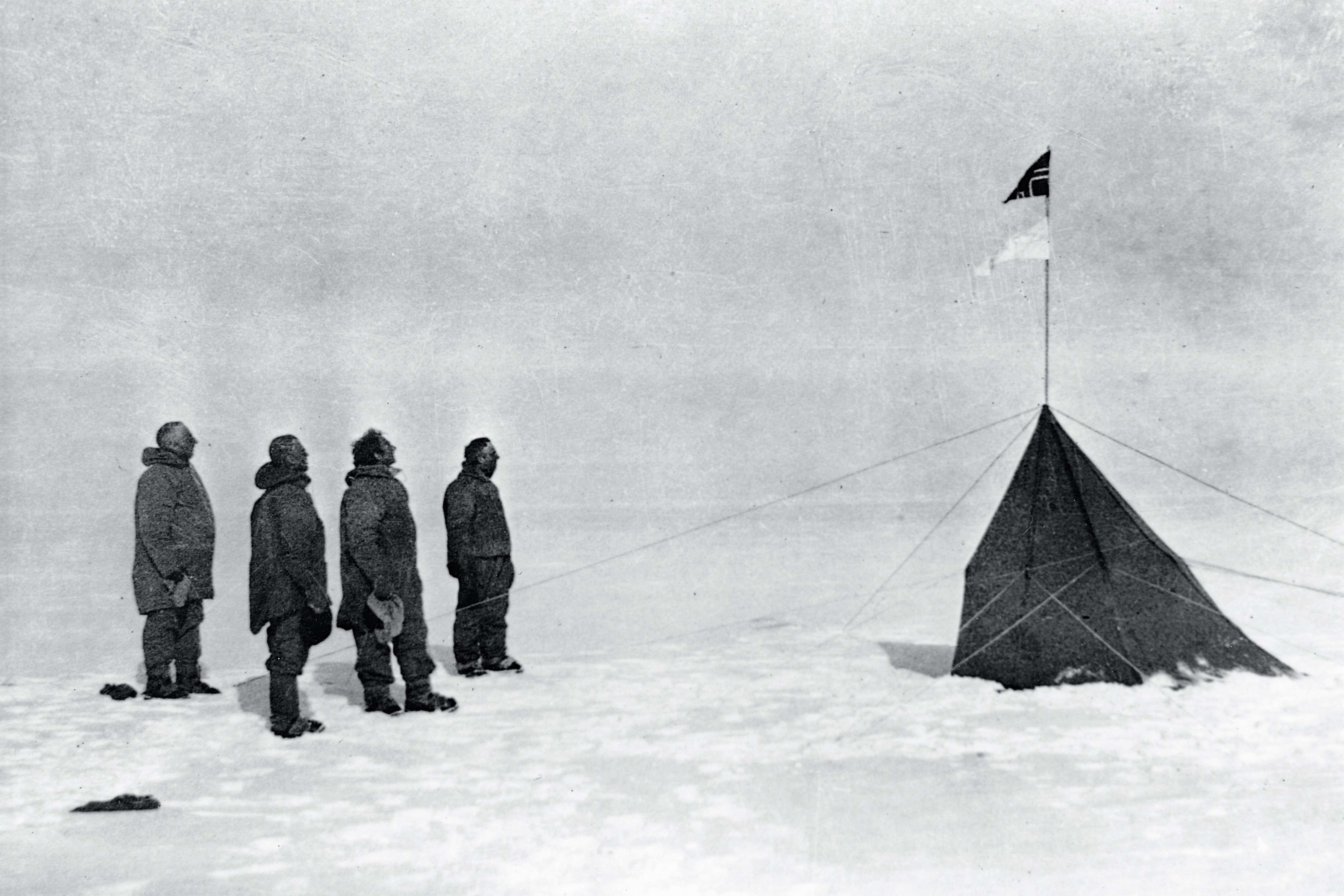
Амундсен на південному полюсі, грудень 1911. Зліва направо: Амундсен, Хансен, Хассель та Вістінг (світлина зроблена Бйоланом)

Першу спробу досягнути Південного полюса було зроблено британським дослідником Робертом Скоттом під час Британської антарктичної експедиції в 1901—1904. Скотт разом з Ернестом Шеклтоном та Едвардом Вілсоном вирушили в експедицію з метою дістатися найпівденнішої можливої точки та 31 грудня 1902 досягли 82°16′ пд.ш. Пізніше Шеклтон керував ще однією Британською антарктичною експедицією, яка ставила за мету досягнути полюса. 9 січня 1909 йому з трьома компаньйонами вдалося досягнути точки 88°23′ пд.ш. на відстані 112 миль від полюса, після чого вони були змушені повернути назад.
Першими, кому вдалося досягнути географічного південного полюса, були норвежці Руаль Амундсен та члени його експедиції: Олаф Бйолан, Сверре Хассель, Хельмер Хансен та Оскар Вістінг. Це відбулося 14 грудня 1911 року.
|  | Зранку 14 грудня була чудова погода, ніби створена для прибуття на полюс.<...> Опівдні ми досягли 89° 53' за будь-якими розрахунками і приготувалися пройти решту шляху за один захід. <...> Ми просувалися цього дня так само механічно, як завжди, майже мовчки, але все більше зазираючи вперед.<...> О третій після полудня одночасне "Стій" пролунало від погоничів. Вони ретельно оглянули прилади, які всі показували повну відстань - Полюс, на нашу думку. Мету було досягнуто, шлях скінчився. Я не можу сказати - хоча знаю, що це б пролунало набагато переконливіше - що я досягнув цілі свого життя. Це було б романтично, але занадто прямолінійно. Я волію бути чесним і припустити, що я ніколи не бачив людину, що знаходилася б у більш діаметрально протилежній позиції до своєї мети та бажань, ніж я на ту мить. |

Амундсен назвав свій табір Пульгайм (норв. Polheim, «Полярний дім»), а плато, на якому безпосередньо знаходиться полюс, отримало свою назву на честь норвезького короля Хокона VII (сучасна назва — Полярне плато).
Роберт Скотт очолив другу експедицію в Антарктиду, намагаючись випередити Амундсена в досягненні полюса. Скот і чотири його компаньйони досягли полюса 16 січня 1912, на тридцять чотири дні пізніше від Амундсена.
|  | Вівторок, 16 січня. Табір 68. Висота 9760. Т. -23.5 °C. Сталося найгірше або майже найгірше. Ми йшли дуже добре зранку і покрили 7½ миль. Опівдні ми досягли 89° 42 пд.ш. і продовжили наш шлях після полудня у доброму гуморі, сподіваючись досягти точки призначення наступного дня. Приблизно через дві години маршу гострий зір Бауерса виявив, на його думку, кам'яну пірамідку, він був неприємно вражений, але припустив, що це міг бути крижаний гребінь. За півгодини потому він побачив попереду чорну цятку. Незабаром ми зрозуміли, що це не могло бути природним утворенням. Ми пішли вперед і виявили, що це був чорний прапор, прив'язаний до голоблі від саней, поруч знаходилися рештки табору, сліди саней та лиж та чіткі сліди собачих лап - багатьох лап. Все стало зрозумілим. Норвежці випередили нас і досягнули полюса першими. Це жахливе розчарування.... |

Під час повернення всі члени команди Скотта загинули від голоду та екстремальних погодних умов.
В 1914 розпочалася Імперська трансантарктична експедиція під проводом Ернеста Шеклтона, яка ставила за мету повністю перетнути Антарктиду шляхом, що проходив через Південний полюс, проте експедиційний корабель Індуранс (англ. Endurance) був затиснутий кригою та потонув через 11 місяців. Сухопутна мандрівка не відбулася.
У 1929 американець Річард Берд першим пролетів на літаку над Південним полюсом.

### 1950— наш час

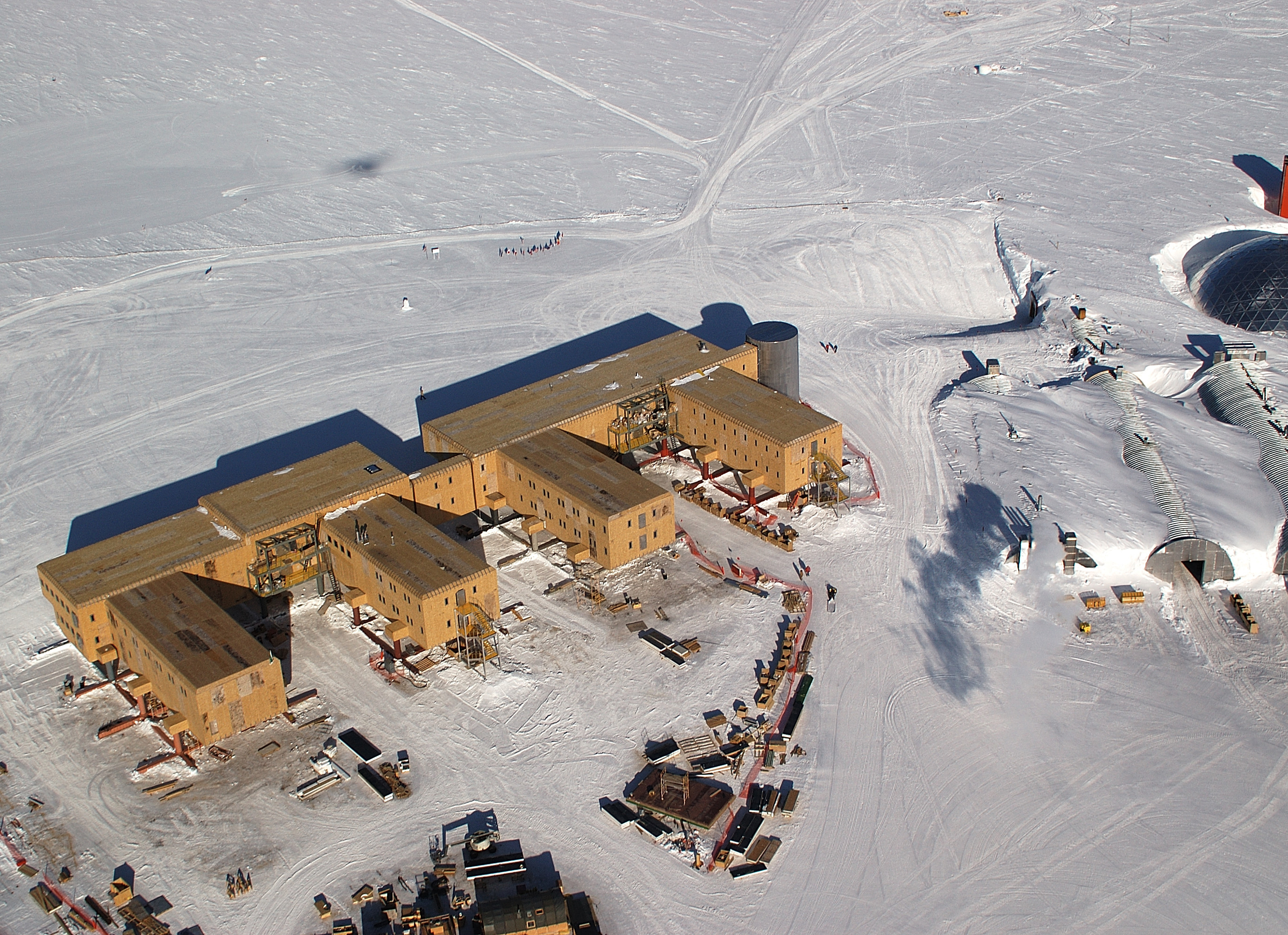
Полярна наукова станція Амундсен-Скотт.
Офіційний полюс і прапори можна побачити на задньому плані, трохи лівіше від центру, під слідами гусениць позаду будівель. Географічний полюс знаходиться на декілька метрів лівіше. Будівлі підняті над поверхнею на палях, аби запобігти сніговим заметам.

Наступне після Амундсена та Скотта підкорення Південного полюса сталося лише 31 жовтня 1956, коли експедиція під проводом адмірала ВМС США Джорджа Дюфека (англ. George J. Dufek) досягнула полюса на літаку Дуглас С-47 «Скайтрейн».
У 1957 році на Південному полюсі було засновано наукову станція США «Амундсен-Скотт», щоправда через рух льодів у 2006 році ця станція опинилася приблизно за 100 метрів від полюса.
У 1958 році трансантарктична експедиція Британської співдружності під проводом Вівіана Фукса та Едмунда Гілларі здійснила перший трансантарктичний санно-гусеничний похід від моря Ведделла через Південний полюс до моря Росса.
26 грудня 1959 року четверта радянська арктична експедиція досягнула південного полюса на всюдиходах «Харківчанка», виробництва харківського Заводу імені В. О. Малишева.
Найкоротший час досягнення Південного полюсу з узбережжя становить 24 дні та одна година — за такий час його досяг 2011 року норвезький дослідник Крістіан Ейде (норв. Christian Eide) , який, таким чином, побив попередній одиночний рекорд американця Тодда Кармайкла (англ. Todd Carmichael) (39 днів та 7 годин), а також груповий рекорд 2009, який становив 33 дні та 23 години.

### Україна та дослідження Південного полюсу
Див. Академік Вернадський та Національний антарктичний науковий центр

## Політичний розподіл території
Див. Спірні території Антарктики

## Клімат
Під час зими в південній півкулі (березень — вересень) Південний полюс взагалі не отримує сонячного світла. З травня до липня між довгими періодами сутінків на полюсі панує повна темрява, не враховуючи місячного світла. Влітку (вересень — березень) сонце весь час є над горизонтом і, як здається, рухається за годинниковою стрілкою. Проте воно ніколи не піднімається високо, максимальна висота Сонця 22 грудня і становить 23.5°. Велика частина сонячної радіації, якій вдається досягнути поверхні Антарктиди, відбивається білим снігом. Брак тепла в поєднанні з висотою місцевості над рівнем моря (бл. 2800 м) перетворює Південний полюс на одне з найхолодніших і найсуворіших (щодо клімату), хоча рекордний мінімум зафіксований не на самому полюсі, а в точці поблизу російської станції «Восток», яка також розташована в Антарктиді, але вище над рівнем моря. Клімат на Південному полюсі загалом значно холодніший від клімату Північного полюса, в основному через факт, що Південний полюс розташований на материку з льодовим покривом на значній висоті та віддалений від морського узбережжя, в той час як Північний полюс — на кризі в океані, який виступає як тепловий резервуар.
В середині літа сонце сягає максимальної висоти 23.5°, температура в січні піднімається до −25.9 °C. Взимку середня температура коливається біля позначки −58 °C. Найвища температура була зафіксована на станції Амундсен-Скотт 25 грудня 2011 та становила −12.3 °C, а найнижча — 23 червня 1982 та становила −82.8 °C (найнижча температура на Землі була зафіксована 21 липня 1983 на станції «Восток»: −89.2 °C).
| Клімат Південного полюса                   | Клімат Південного полюса | Клімат Південного полюса | Клімат Південного полюса | Клімат Південного полюса | Клімат Південного полюса | Клімат Південного полюса | Клімат Південного полюса | Клімат Південного полюса | Клімат Південного полюса | Клімат Південного полюса | Клімат Південного полюса | Клімат Південного полюса | Клімат Південного полюса |
| Показник                                   | Січ.                     | Лют.                     | Бер.                     | Квіт.                    | Трав.                    | Черв.                    | Лип.                     | Серп.                    | Вер.                     | Жовт.                    | Лист.                    | Груд.                    | Рік                      |
| Середній максимум, °C                      | −14                      | −20                      | −26                      | −27                      | −30                      | −31                      | −33                      | −32                      | −29                      | −29                      | −18                      | −12,3                    | −12,3                    |
| Середня температура, °C                    | −25,9                    | −38,1                    | −50,3                    | −54,2                    | −53,9                    | −54,4                    | −55,9                    | −55,6                    | −55,1                    | −48,4                    | −36,9                    | −26,5                    | −46,3                    |
| Середній мінімум, °C                       | −29,4                    | −42,7                    | −57                      | −61,2                    | −61,7                    | −61,2                    | −62,8                    | −62,5                    | −62,4                    | −53,8                    | −40,4                    | −29,3                    | −52                      |
| Абсолютний мінімум, °C                     | −41                      | −57                      | −71                      | −75                      | −78                      | −82                      | −80                      | −77                      | −79                      | −71                      | −55                      | −38                      | −82,8                    |
| Середня кількість сонячних годин на місяць | 558                      | 480                      | 217                      | 0                        | 0                        | 0                        | 0                        | 0                        | 60                       | 434                      | 600                      | 589                      | 2938                     |
| ------------------------------------------ | ------------------------ | ------------------------ | ------------------------ | ------------------------ | ------------------------ | ------------------------ | ------------------------ | ------------------------ | ------------------------ | ------------------------ | ------------------------ | ------------------------ | ------------------------ |
| Джерело:                                   |                          |                          |                          |                          |                          |                          |                          |                          |                          |                          |                          |                          |                          |

## Флора та фауна
Через вкрай несприятливий клімат місцеві флора і фауна повністю відсутні, хоча існують свідчення про періодичні перельоти поморників.
В 2000 також повідомлялося про виявлення на Південному полюсі мікробів, проте ймовірність їхнього виникнення безпосередньо в Антарктиді вкрай низька.

## Час
На більшості земної території місцевий час визначається географічною довготою, отож час є синхронізованим з розташуванням Сонця на небі (див. Поясний час). Проте застосування цього методу неможливе на Південному полюсі, де сонце сходить і заходить один раз на рік і де всі меридіани та часові пояси сходяться в одну точку. Задля практичної та логістичної зручності на станції Амундсена-Скотта використовують новозеландський часовий пояс, оскільки літаки, що доставляють припаси на станцію, вирушають з м. Крайстчеч (англ. Christchurch) у Новій Зеландії.

## Астрономічні особливості
Південний полюс має координати 90° пд. ш. Довготи полюс не має, оскільки обидва полюси належать усім меридіанам.
- День на полюсах триває близько 187 діб, ніч — 178 діб, з яких протягом 15—16 діб до сходу і після заходу спостерігається біла ніч. При цьому день і ніч змінюються тільки за рахунок обертання Землі навколо Сонця, а не Землі навколо своєї осі, протягом доби Сонце ходить по небосхилу горизонтальними колами, точніше, по пологій спіралі. Вийшовши з-під горизонту, Сонце протягом трохи більше 3 місяців (до літнього сонцестояння) піднімається, у момент сонцестояння досягає найбільшої висоти (продовжуючи горизонтально кружляти по небу), потім протягом ще трохи більше 3 місяців опускається, поки не піде під горизонт. Через варіації атмосферної рефракції при сході або заході Сонця на полюсі в ясну погоду можна спостерігати одну-дві «спроби». Притому через рефракцію і власний діаметр Сонця, який дорівнює приблизно 32 ', протягом декількох діб Сонце світить на обох полюсах.

- Максимальна висота Сонця над горизонтом на полюсі не перевищує схилення Сонця в день літнього сонцестояння: ≈ 23 ° 26 '.

- Видимий рух Місяця небосхилом на полюсі нагадує такий для Сонця з тією різницею, що повний цикл займає не рік, а тропічний місяць (приблизно 27,32 доби). Місяць виходить з-під горизонту, протягом тижня пологою спіральною траєкторією піднімається до вищої точки, протягом наступного тижня опускається, а потім майже два тижні знаходиться під горизонтом. Найбільша можлива висота Місяця над горизонтом на полюсі дорівнює 28 ° 43 '.

- Видима фаза Місяця на полюсі залежить від пори року:
  - Влітку Місяць сходить в першій чверті, проходить найвищу точку в повний місяць і заходить в останній чверті.
  - Восени Місяць сходить в молодик (поруч із Сонцем), проходить вищу точку в першій чверті і заходить в повний місяць.
  - Взимку Місяць сходить в останній чверті, проходить найвищу точку в місяць і заходить у першій чверті.
  - Навесні Місяць сходить в повний місяць, проходить вищу точку в останній чверті і заходить в молодика.

- Небесний екватор на Південному полюсі збігається з лінією горизонту. Всі зірки на південь від небесного екватора не заходять, а всі північні — не сходять, бо немає змін висоти зірок над горизонтом. У надирі знаходиться Полярна зірка (а точніше — Північний полюс світу), в зеніті — Південний полюс світу. Висота зірок над горизонтом постійна і дорівнює абсолютній величині їх схилення (якщо знехтувати рефракцією).